# Grönbandad hackspett
Grönbandad hackspett (Colaptes melanochloros) är en fågel i familjen hackspettar inom ordningen hackspettartade fåglar.

## Utseende
Grönbandad hackspett är en medelstor hackspett. Den har gulgrön ovansida med  svarta fläckade band på vingar, rygg och stjärt, medan undersidan är fläckad. Ansiktsteckningen är slående med ljus ögonmask, svart panna och rött bak på hjässan. Hanen har rött mustaschstreck, honan svart.

## Utbredning och systematik
Grönbandad hackspett delas in i fem underarter med följande utbredning:
- melanochloros-gruppen
  - Colaptes melanochloros melanochloros – sydöstra Brasilien, sydöstra Paraguay, nordöstra Argentina och Uruguay
  - Colaptes melanochloros nattereri – från nordöstra Brasilien till Bolivia (Santa Cruz)
- melanolaimus-gruppen
  - Colaptes melanochloros melanolaimus – arida höglänta dalar i centrala och södra Bolivia
  - Colaptes melanochloros nigroviridis – från södra Bolivia till västra Paraguay, norra Argentina och västra Uruguay
  - Colaptes melanochloros leucofrenatus – nordvästra och väst-centrala delen av Argentina (i söder till Neuquén och i väster Río Negro)

Sedan 2014 urskiljer Birdlife International och naturvårdsunionen IUCN de tre sista underarterna tillsammans som en egen art, "guldbröstad hackspett" (C. melanolaimus). 

## Levnadssätt
Grönbandad hackspett hittas i sparsamt bevuxna skogar och mer öppna områden med spridda träd.

## Status
IUCN bedömer hotstatus för underartsgrupperna (eller arterna) var för sig, båda som livskraftiga.

## Bilder

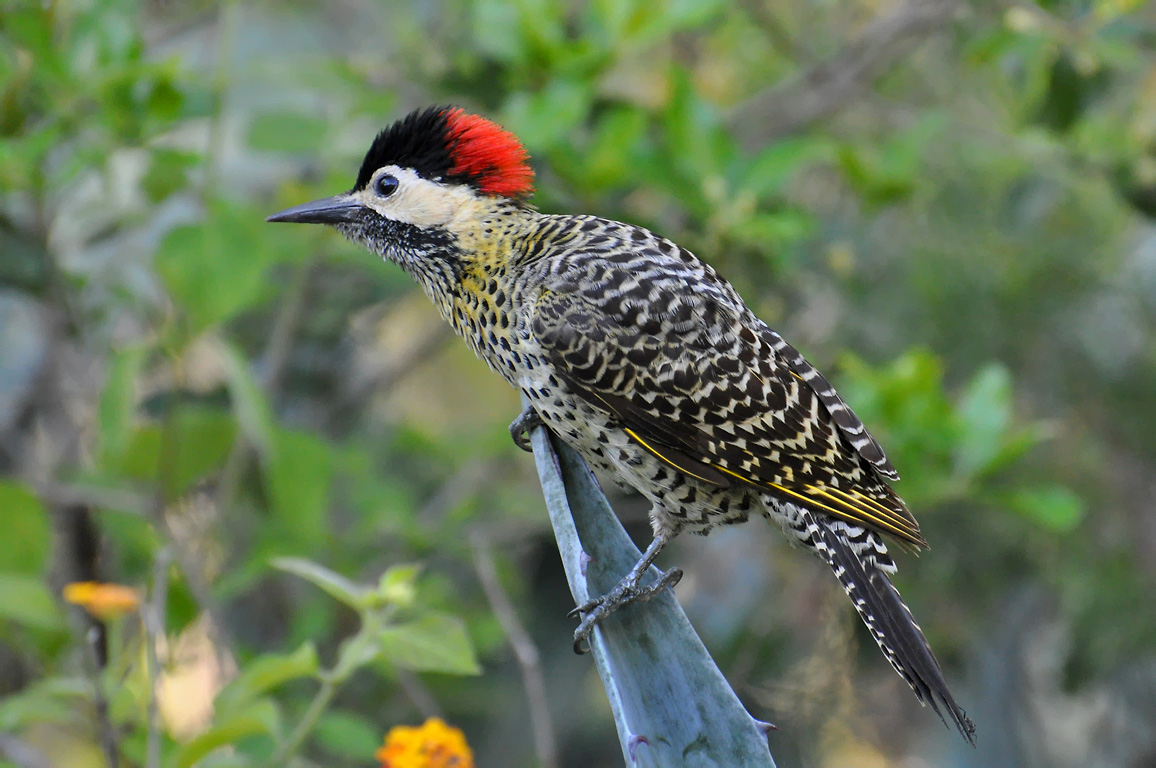
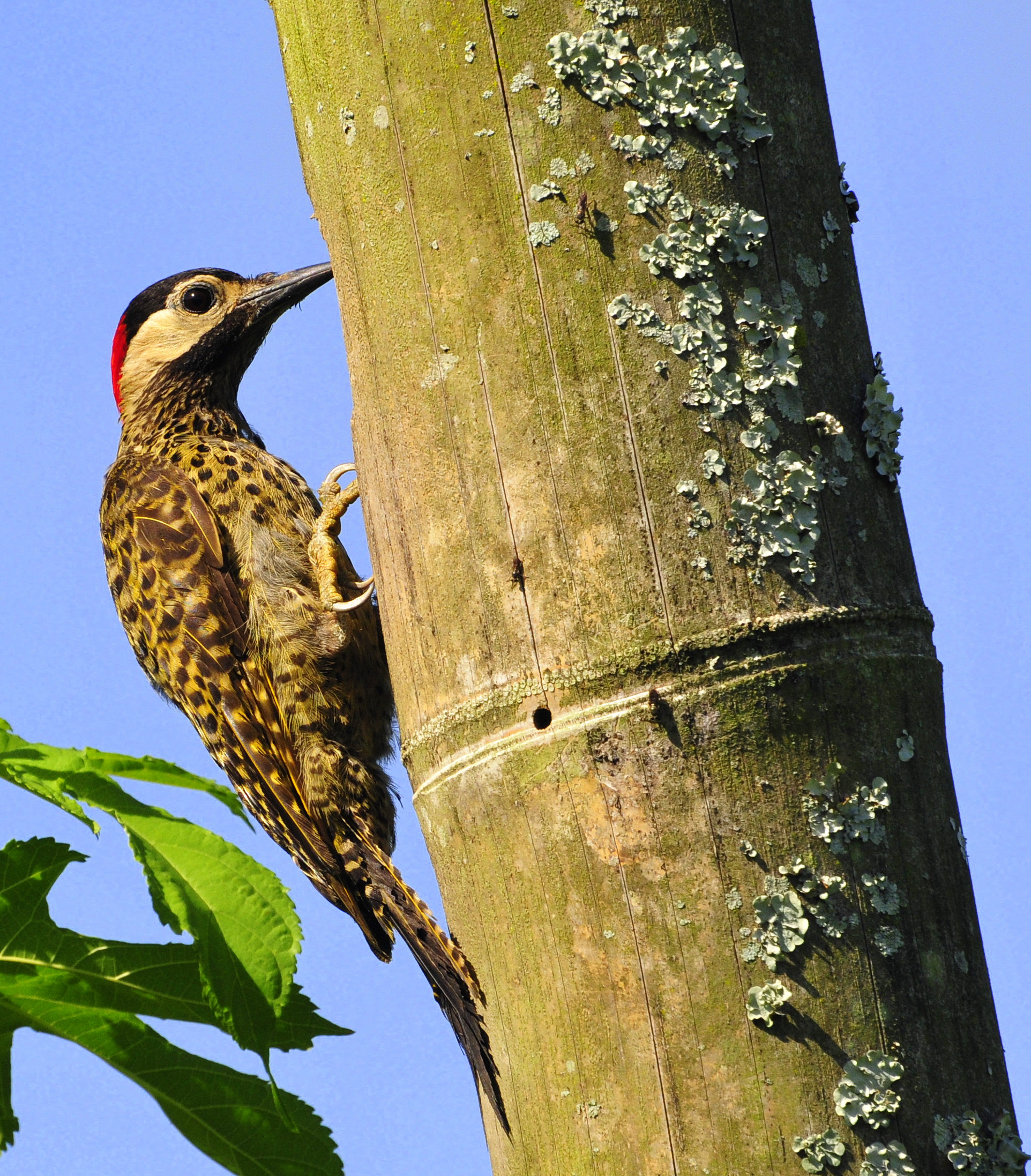